# Кувак-Никольский сельсовет
Кувак-Никольский сельсовет — муниципальное образование со статусом сельского поселения в Нижнеломовском районе Пензенской области Российской Федерации.
Административный центр — село Кувак-Никольское.

## История
Статус и границы сельского поселения установлены Законом Пензенской области от 2 ноября 2004 года № 690-ЗПО «О границах муниципальных образований Пензенской области».
22 декабря 2010 года в соответствии с Законом Пензенской области № 1992-ЗПО в состав сельсовета включена территория упраздненного Сорокинского сельсовета.
10 октября 2011 года деревня Афанасьевка исключена из учётных данных административно-территориального устройства Пензенской области, как фактически прекратившая существования.

## Население
| 2002  | 2010  | 2012  | 2013  | 2014  | 2015  | 2016  |
| ----- | ----- | ----- | ----- | ----- | ----- | ----- |
| 1818  | ↘1562 | ↗2055 | ↘2005 | ↘1961 | ↘1937 | ↗1971 |
| 2017  | 2018  | 2021  |       |       |       |       |
| ↗1986 | ↘1951 | ↘1874 |       |       |       |       |

## Состав сельского поселения
| №  | Населённый пункт  | Тип населённого пункта       | Население |
| -- | ----------------- | ---------------------------- | --------- |
| 1  | Ананьино          | деревня                      | 3         |
| 2  | Бобровка          | деревня                      | 21        |
| 3  | Большая Андреевка | деревня                      | 34        |
| 4  | Засечное          | село                         | ↘118      |
| 5  | Кувак-Никольское  | село, административный центр | ↘1225     |
| 6  | Малая Андреевка   | деревня                      | 77        |
| 7  | Серый Ключ        | село                         | ↘169      |
| 8  | Сорокино          | село                         | ↘374      |
| 9  | Старая Нявка      | село                         | ↘5        |
| 10 | Стяжкино          | село                         | ↘2        |
| 11 | Танкаевка         | деревня                      | 46        |
| 12 | Федоровка         | деревня                      | 43        |